# Social Distortion (album Chassis)
Social Distorion – drugi album studyjny polskiego zespołu Chassis.

## Lista utworów
1. I Won't Let You Down (3:41)
2. Subordinated (3:30)
3. Ktoś (4:11)
4. Me Myself & I (3:20)
5. Loud & Proud (3:11)
6. Healed (4:04)
7. Save Me (3:18)
8. Wide Eyes Open (3:33)
9. Never Give Up (3:16)
10. Run & Fight (2:54)
11. Soon (2:57)
12. Oto Jestem (4:12) (utwór dodatkowy)

## Twórcy
- Michał "Misiek" Gabryelczyk – wokal
- Mateusz "Matrix" Rybicki – gitara
- Maciej "Koniu" Kończak - gitara
- Piotr "Piooro" Piórkowski – gitara basowa
- Karol Skrzyński - perkusja